# 上野頼氏
上野 頼氏（うえの よりうじ）は、戦国時代の武将。備中国松山城主。
備中上野氏は河内源氏の流れを汲む足利氏の支流・上野氏の庶流。
父・上野頼久が没すると備中上野氏の三代当主となる。もともと備中は細川氏を守護とする国であったが、勢力を伸張してきた西国一の守護大名大内氏の傘下に入る。天文2年（1533年）、尼子氏の後援を受けた猿掛城主・庄為資が上野領に侵攻すると、小松山城の上野右衛門尉と共に討ち死にし、備中松山上野氏は滅亡した。
なお、室町幕府に近侍する上野氏の嫡流及び足利尊氏の側近であった上野直兼の子孫・大友氏の家臣となった上野氏はその後も存続している。